# Калмикска автономна съветска социалистическа република
Калмикската автономна съветска социалистическа република (на руски: Калмыцкая Автономная Советская Социалистическая республика) е автономна съветска социалистическа република в рамките на РСФСР, която съществува в 2 периода.
Нейният административен град е Елиста. Територията ѝ е 76 100 кв. км. с население 329 000 души. Съотношението градско/селско население е съответно 139 000 към 190 000. Калмикската АССР е наградена с орден „Ленин“ (1959), орден „Октомврийска революция“ (1970) и орден „Дружба на народите“ (1972).

## История
За първи път Калмикската АССР е създадена, когато Калмикската автономна област (създадена на 4 ноември 1920) е трансформирана на 22 октомври 1935. Автономната република съществува до 1943 г., когато е премахната след освобождаването ѝ от нацистките нашественици.
За втори път Калмикската АССР е създадена, когато новосформираната Калмикска автономна област (възстановена отново през януари 1957 г.) се трансформира в автономна република през 1958 г. През 1990 г. декларира суверенитета си и се преименува на Калмикия. АССР съществува до 31 март 1992 г., когато статуст ѝ е повишен на република в състава на Руската федерация.
Малката планета 2287 Калмикия открита през 1977 г. от съветския астроном Николай Черних е наречена на Калмикската АССР.

## Население
Националният състав на населението към 1979 г. е:
- калмики – 122 000
- руснаци – 126 000 и др.